# I Am a Hero
I Am a Hero (アイアムアヒーロー, Aiamuahīrō) est un seinen manga écrit et dessiné par Kengo Hanazawa. Il est prépublié entre le 20 avril 2009 et le 27 février 2017 dans l'hebdomadaire Big Comic Spirits de l'éditeur Shōgakukan,, et a été compilé en 22 tomes en mars 2017. La version française est éditée par Kana depuis avril 2012, et 22 tomes sont sortis au printemps 2018.
Une adaptation en film live réalisée par Shinsuke Satō est sortie en avril 2016. Une série dérivée intitulée I Am a Hero in Osaka, dessinée par Yuki Honda, est publiée entre juin et décembre 2015 sur Internet,. Deux autres séries dérivées, I Am a Hero in Nagasaki et  I Am a Hero in Ibaraki, sont publiées en 2016,.

## Synopsis

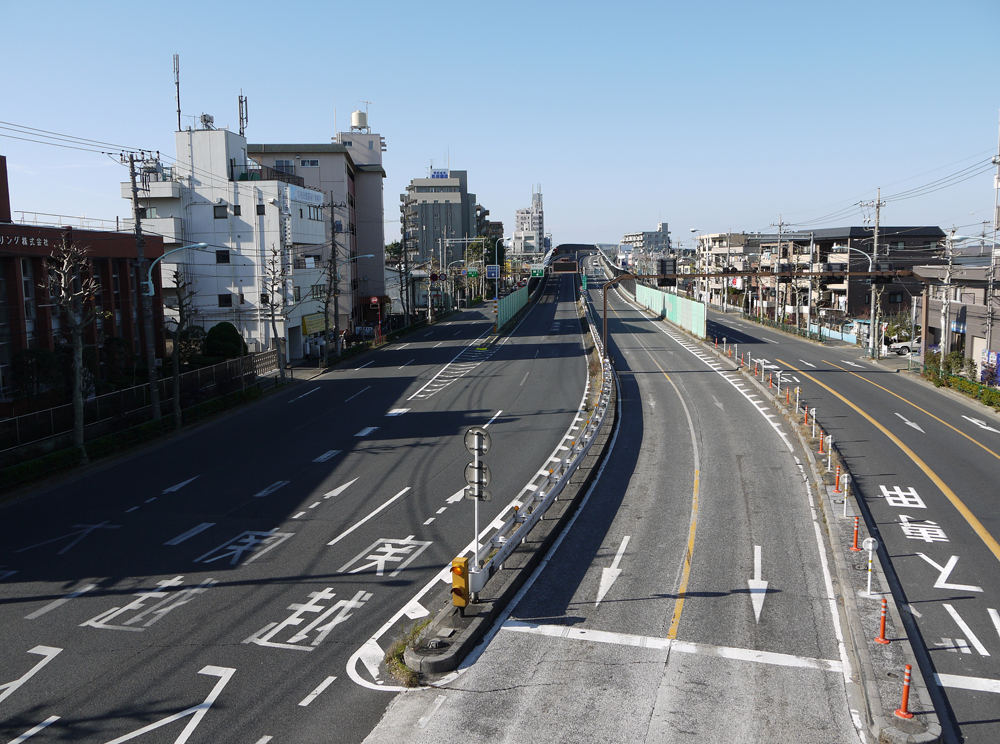
Miharadai Nerima-ku, Tokyo

2016, Hideo Suzuki, un ancien mangaka paranoïaque dont la petite amie, Tekko, est elle-même mangaka en devenir, essaie de retrouver le succès en présentant un manga de sa production. Grâce à l'argent que peut lui rapporter le manga, il veut acheter une maison pour y vivre avec elle.
Cependant il ne remarque pas les prémices d'une épidémie qui transforme les personnes en monstres sanguinaires. Alors que l'infection se répand à travers le Japon, peut-être même le monde entier, Hideo tentera de survivre à l'épidémie et assistera à la destruction de la société japonaise sous la horde d'infectés et des survivants qui ont pour la plupart abandonné eux aussi toute humanité.

## Personnages
Hideo Suzuki (鈴木英雄)
Âgé de 35 ans, c'est un assistant mangaka en manque de succès. Il est craintif, paranoïaque et souffre d'hallucinations. Il est néanmoins détenteur d'une autorisation de détention d'arme et possède un fusil de chasse - fait rare au Japon, où la législation en la matière est très stricte. Cela en fait un atout précieux pour les survivants.
Hiromi Hayakari (早狩比呂美)
Il s'agit d'une lycéenne timide, bizutée par ses camarades de classe mais pleine d'esprit et d'humour. Elle se lie d'amitié avec Hideo avant d'être infectée par le ZQN, après avoir été mordue par un nourrisson infecté. Elle ne développe néanmoins pas tous les symptômes du virus et elle semble même 'obéir' à Hideo et comprendre, dans une certaine mesure, ce qui se passe autour d'elle.

## Manga

### Liste des volumes
| no                                        | Japonais          | Japonais          | Français          | Français          |
| no                                        | Date de sortie    | ISBN              | Date de sortie    | ISBN              |
| ----------------------------------------- | ----------------- | ----------------- | ----------------- | ----------------- |
| 1                                         | 28 août 2009      | 978-4-09-182580-3 | 27 avril 2012     | 978-2-5050-1440-9 |
| Liste des chapitres : Chapitres 1 à 11    |                   |                   |                   |                   |
| 2                                         | 26 décembre 2009  | 978-4-09-182779-1 | 27 avril 2012     | 978-2-5050-1441-6 |
| Liste des chapitres : Chapitres 12 à 22   |                   |                   |                   |                   |
| 3                                         | 28 mai 2010       | 978-4-09-183157-6 | 1er juin 2012     | 978-2-5050-1463-8 |
| Liste des chapitres : Chapitres 23 à 34   |                   |                   |                   |                   |
| 4                                         | 30 août 2010      | 978-4-09-183377-8 | 24 août 2012      | 978-2-5050-1523-9 |
| Liste des chapitres : Chapitres 35 à 46   |                   |                   |                   |                   |
| 5                                         | 25 décembre 2010  | 978-4-09-183534-5 | 5 octobre 2012    | 978-2-5050-1551-2 |
| Liste des chapitres : Chapitres 47 à 57   |                   |                   |                   |                   |
| 6                                         | 30 mai 2011       | 978-4-09-183827-8 | 7 décembre 2012   | 978-2-5050-1582-6 |
| Liste des chapitres : Chapitres 58 à 68   |                   |                   |                   |                   |
| 7                                         | 30 septembre 2011 | 978-4-09-184050-9 | 19 avril 2013     | 978-2-5050-1809-4 |
| Liste des chapitres : Chapitres 69 à 81   |                   |                   |                   |                   |
| 8                                         | 30 janvier 2012   | 978-4-09-184246-6 | 6 septembre 2013  | 978-2-5050-1810-0 |
| Liste des chapitres : Chapitres 82 à 93   |                   |                   |                   |                   |
| 9                                         | 30 mai 2012       | 978-4-09-184512-2 | 6 décembre 2013   | 978-2-5050-1811-7 |
| Liste des chapitres : Chapitres 94 à 105  |                   |                   |                   |                   |
| 10                                        | 30 octobre 2012   | 978-4-09-184729-4 | 4 avril 2014      | 978-2-5050-6014-7 |
| Liste des chapitres : Chapitres 106 à 117 |                   |                   |                   |                   |
| 11                                        | 28 février 2013   | 978-4-09-184880-2 | 22 août 2014      | 978-2-5050-6073-4 |
| Liste des chapitres : Chapitres 118 à 130 |                   |                   |                   |                   |
| 12                                        | 28 juin 2013      | 978-4-09-185240-3 | 5 décembre 2014   | 978-2-5050-6074-1 |
| Liste des chapitres : Chapitres 131 à 143 |                   |                   |                   |                   |
| 13                                        | 30 octobre 2013   | 978-4-09-185574-9 | 17 avril 2015     | 978-2-5050-6292-9 |
| Liste des chapitres : Chapitres 144 à 155 |                   |                   |                   |                   |
| 14                                        | 28 février 2014   | 978-4-09-185877-1 | 21 août 2015      | 978-2-5050-6293-6 |
| Liste des chapitres : Chapitres 156 à 167 |                   |                   |                   |                   |
| 15                                        | 30 juin 2014      | 978-4-09-186284-6 | 11 décembre 2015  | 978-2-5050-6294-3 |
| Liste des chapitres : Chapitres 168 à 179 |                   |                   |                   |                   |
| 16                                        | 26 décembre 2014  | 978-4-09-186668-4 | 22 avril 2016     | 978-2-5050-6440-4 |
| Liste des chapitres : Chapitres 180 à 191 |                   |                   |                   |                   |
| 17                                        | 29 mai 2015       | 978-4-09-187020-9 | 19 août 2016      | 978-2-5050-6550-0 |
| Liste des chapitres : Chapitres 192 à 204 |                   |                   |                   |                   |
| 18                                        | 30 novembre 2015  | 978-4-09-187309-5 | 2 décembre 2016   | 978-2-5050-6643-9 |
| Liste des chapitres : Chapitres 205 à 216 |                   |                   |                   |                   |
| 19                                        | 15 mars 2016      | 978-4-09-187470-2 | 7 avril 2017      | 978-2-5050-6783-2 |
| Liste des chapitres : Chapitres 217 à 228 |                   |                   |                   |                   |
| 20                                        | 12 avril 2016     | 978-4-09-187530-3 | 18 août 2017      | 978-2-5050-6784-9 |
| Liste des chapitres : Chapitres 229 à 238 |                   |                   |                   |                   |
| 21                                        | 28 octobre 2016   | 978-4-09-189221-8 | 1er décembre 2017 | 978-2-5050-6903-4 |
| Liste des chapitres : Chapitres 239 à 248 |                   |                   |                   |                   |
| 22                                        | 30 mars 2017      | 978-4-09-189379-6 | 20 avril 2018     | 978-2-5050-7065-8 |
| Liste des chapitres : Chapitres 249 à 264 |                   |                   |                   |                   |

## Film en prise de vues réelles
L'adaptation en film en prise de vues réelles est annoncée en juin 2014. Réalisé par Shinsuke Satō, le film est sorti le 23 avril 2016 au Japon.

## Accueil
Le manga a été nommé pour le prix Manga Taishō en 2010, 2011 et 2012,,, et le prix du Festival d'Angoulême en 2013. Il a gagné le 58e prix Shōgakukan en 2013.

### Shōgakukan
1. 1 2  Tome 1
2. 1 2  Tome 2
3. 1 2  Tome 3
4. 1 2  Tome 4
5. 1 2  Tome 5
6. 1 2  Tome 6
7. 1 2  Tome 7
8. 1 2  Tome 8
9. 1 2  Tome 9
10. 1 2  Tome 10
11. 1 2  Tome 11
12. 1 2  Tome 12
13. 1 2  Tome 13
14. 1 2  Tome 14
15. 1 2  Tome 15
16. 1 2  Tome 16
17. 1 2  Tome 17
18. 1 2  Tome 18
19. 1 2  Tome 19
20. 1 2  Tome 20
21. 1 2  Tome 21
22. 1 2  Tome 22

### Manga Kana
1. 1 2  Tome 1
2. 1 2  Tome 2
3. 1 2  Tome 3
4. 1 2  Tome 4
5. 1 2  Tome 5
6. 1 2  Tome 6
7. 1 2  Tome 7
8. 1 2  Tome 8
9. 1 2  Tome 9
10. 1 2  Tome 10
11. 1 2  Tome 11
12. 1 2  Tome 12
13. 1 2  Tome 13
14. 1 2  Tome 14
15. 1 2  Tome 15
16. 1 2  Tome 16
17. 1 2  Tome 17
18. 1 2  Tome 18
19. 1 2  Tome 19
20. 1 2  Tome 20
21. 1 2  Tome 21
22. 1 2  Tome 22